# 盧巴布 (阿拉巴馬州)
盧巴布（英語：Lubbub）是一個位於美國阿拉巴馬州皮肯斯縣的非建制地區。該地的面積和人口皆未知。

## 地理
盧巴布的座標為33°25′50″N 87°52′26″W / 33.43056°N 87.87389°W，而該地的平均海拔高度為138米（即453英尺）。